# 장광근
장광근(張光根, 1954년 1월 8일~2023년 7월 29일)은 대한민국의 정치인이다. 본관은 단양, 호는 백산(白山)

## 학력
- 청량국민학교(전학)→홍파국민학교(1966년 졸업)
- 1969년 경동중학교 졸업
- 1972년 경동고등학교 졸업
- 1980년 연세대학교 정치외교학 학사

## 경력
- 통합민주당 수석부대변인
- 두원산업상사 대표
- 경제정의실천시민연합 중소상인회 부회장
- 한국사회문화연구소 이사장
- 창암장학재단 이사
- 예명원 고문
- 서도소리보존회 고문
- 경서도창악회 고문
- 새울전통타악진흥회 고문
- 가야금병창보존회 고문
- 우리문화예술진흥회 명예이사장
- 2004: 아테네 올림픽 대한민국 문화사절단 대표
- 제14대 국회의원
- 제16대 국회의원
- 환경노동위원회 위원
- 재정경제위원회 위원
- 국회 스포츠정책포럼 책임연구위원
- 국회 지방분권확립을 위한 위원 연구모임 간사
- 한나라당 행정개혁, 지방분권 특위 간사
- 한나라당 수석부대변인
- 한나라당 16대 총선 선거대책위원회 대변인
- 한나라당 운영위원
- 한나라당 언론개혁 특별위원회 위원
- 민주당 대통령선거자금 진상조사 특별위원회 위원장
- 한나라당 세제개혁 특별위원회 위원
- 한나라당 중앙당 윤리위원
- 제17대 대통령경선 한나라당 이명박 후보 대변인
- 제17대 대통령선거 한나라당 선대위 직능정책본부 총괄간사
- 한나라당 동대문(갑) 당원협의회 위원장
- 한나라당 대변인
- 2008~2009.06: 한나라당 서울특별시당 위원장
- 2008.05~2012.02: 제18대 한나라당 국회의원
- 환경노동위원회 위원
- 국토해양위원회 위원
- 2009.08~2012.02: 한나라당 재보궐선거 공심위원회 공심위원장
- 2009~2010: 한나라당 사무총장
- 국토해양위원회 위원장
- 2012.02: 제18대 국회의원 (서울 동대문구갑/새누리당)
- 2017: 바른정당 동대문(갑) 당원협의회 위원장
- 바른정당
- 자유한국당
- 미래통합당
- 국민의힘
- 대한민국헌정회 부회장
- 2021.12~2022.01: 국민의힘 살리는 선거대책위원회 직능총괄본부 직능지원단 직능총괄공동지도단장

## 일화

### 장광근 열사
그는 2008년 6월 12일 한미 FTA와 촛불 집회를 주제로 한 MBC 100분 토론에서 정부 측 패널로 출연해 "감성적인 국민들과 야당 국회의원들이 촛불시위를 빙자해 이명박 대통령의 실수를 즐기는 것 같다"라고 촛불 집회 참가자들을 비판하는 발언을 했다가 야당 측 패널인 강기갑 의원에게 "주권을 통째로 넘겨준 대통령의 실수를 지적하는 국민들에게 어떻게 상황을 즐긴다고 비하하느냐"라고 비난을 받았다. 방송이 끝난 후 그는 일부 극우 네티즌들로부터 "장광근 열사"라는 호칭으로 불리게 된다.

### 노무현 조문 정국
노무현 전 대통령 사망 직후인 2009년 6월 3일, 한나라당 의원 총회에서 전국적인 애도 분위기에 대해 "노무현 전 대통령 서거 정국이 국민들을 감성적 측면으로 많이 흔드는 부분이 있다"라고 그 성격을 규정하였다. 아울러 이 현상을 2008년 촛불 시위와 비교하며 "노무현 조문 정국이라는 광풍 역시 정 많은 국민들이 또다시 겪는 사변"이며 시간이 지나면 그만이라고 그 의미를 축소하는 발언을 하였다.

### 남북 공동 선언 비판
2009년 6월 14일 장광근 사무총장은 기자 간담회를 통해 "6·15 선언 이후 (대북 지원이) 핵의 종잣돈이 돼 우리를 위협하고 있다는 것이 대부분의 인식"이라며 6.15 남북공동선언을 비판했다. 또한 최근 김대중 전 대통령의 독재라는 표현을 써가며 현 정권을 강도높게 비난한 것과 관련하여 "정권타도의 지침과 교시를 내린 것 아니냐"고 비난했다.

### 광우병 보도
2009년 6월 21일 한나라당 장광근 사무총장은 'PD 수첩'의 광우병 보도를 먹을거리를 가지고 국민과 시대를 우롱한 반역사적 범죄 행위로 규정하고 이런 일이 더 이상 되풀이되어서는 안 된다고 주장했다. 정부는 경제 위기 속에 촛불 정국에 발목 잡혀 시간을 낭비했다며 촛불 사태로 인한 유무형의 국가적 손실은 어떻게 보상받아야 하느냐고 반문했으며, 야당은 검찰 수사를 언론 탄압이라고 주장하면서 PD 수첩 작가의 이메일 공개를 비난했지만 PD 저널리즘에 우롱당하고 기만당한 국민의 정신적 피해는 어떻게 할 것이냐고 주장했다.

### 정치자금법 위반 및 위증교사 의혹
2008년 6월부터 2012년 12월까지 보좌관 김모씨와 비서관 이모씨가 국회 사무처에서 받은 급여와 상여금 일부를 현금으로 돌려받는 수법으로 약 1억1970만380원의 불법 정치자금을 기부 받은 혐의(정치자금법 위반)와 2011년 3월부터 8월까지 서울 동대문구에 있는 후원회 사무실에서 자신의 정치자금법 위반 사건 증인으로 채택돼 법정 출석을 예정하고 있던 김씨 등 보좌진 2명에게 사실과 달리 진술하도록 한 혐의(위증교사)로 기소되어 징역형을 구형받았다. 검찰은 정치자금법 위반 혐의에 대해서는 징역 8개월과 추징금 1억1970만380원을 구형하고 위증교사 혐의에 대해 징역 8개월을 구형하였다. 이에 장광근 전 의원은 보좌진의 급여를 갹출해 운영비 등으로 사용하는 행위가 정치권에서 관행적으로 이뤄지던 일이었으며 불법성 여부는 인지하지 못했다고 주장하였다. 1심결과, 정치자금법 위반과 위증교사 혐의에 대하여 각각 징역 4개월, 8개월에 집행유예2년이 선고되었다. 재판부는 "이런 방식의 자금조달이 다른 국회의원에게도 흔히 있었다고 해도 부정한 방법으로 정치자금을 수수한 사실은 명백하므로 처벌이 마땅하다"고 양형 이유를 밝혔다. 위증교사 혐의에 대해서는 "증언에 대비해 허위 자료를 만들고 예상 질문을 작성해 답변을 연습하는 등 치밀하게 계획했다는 점에서 엄한 처벌이 필요하다"고 설명했다. 

## 역대 선거 결과
|  | 3.83% |

|  | 29.2% |

|  | 11.23% |

|  | 37.9% |

|  | 41.00% |

|  | 53.54% |

## 소속 정당
| 소속 정당 | 소속 정당    | 소속 기간 | 비고           |
| --------- | ------------ | --------- | -------------- |
|           | 신정사회당   | 1985~1986 | 정계 입문      |
|           | 사회민주당   | 1986~1988 | 합당           |
|           | 무소속       | 1988      | 탈당           |
|           | 한겨레민주당 | 1988~1991 | 창당           |
|           | 무소속       | 1991      | 정당 해산      |
|           | 민주당       | 1991      | 입당           |
|           | 민주당       | 1991~1995 | 합당           |
|           | 통합민주당   | 1995~1996 | 합당           |
|           | 민주당       | 1996~1997 | 당명 변경      |
|           | 한나라당     | 1997~2012 | 합당           |
|           | 새누리당     | 2012~2016 | 당명 변경      |
|           | 무소속       | 2016~2017 | 탈당           |
|           | 바른정당     | 2017      | 창당           |
|           | 무소속       | 2017      | 탈당           |
|           | 자유한국당   | 2017~2020 | 복당           |
|           | 미래통합당   | 2020      | 합당           |
|           | 국민의힘     | 2020~2023 | 당명 변경 사망 |

## 같이 보기
- 대한민국 제14대 국회의원 선거 민주당 후보 목록#전국구
- 대한민국 제16대 국회의원 선거 한나라당 후보 목록#비례대표
- 동대문구 갑
- 서울 동대문구의 국회의원

## 가족 관계
- 배우자: 강석주
  - 아들: 장병준(1995년~)
  - 딸: 장보미, 장보라
    - 사위: 홍성원